# Mlawat
Mlawat is een bestuurslaag in het regentschap Rembang van de provincie Midden-Java, Indonesië. Mlawat telt 885 inwoners (volkstelling 2010).